# Saint-Carné
Saint-Carné (bret. Sant-Karneg) – miejscowość i gmina we Francji, w regionie Bretania, w departamencie Côtes-d’Armor.
Według danych na rok 1990 gminę zamieszkiwało 787 osób, a gęstość zaludnienia wynosiła 94 osoby/km² (wśród 1269 gmin Bretanii Saint-Carné plasuje się na 673. miejscu pod względem liczby ludności, natomiast pod względem powierzchni na miejscu 891.).